# Commonwealth Games 2014/Schießen
Bei den Commonwealth Games 2014 in Glasgow wurden im Schießen 19 Wettbewerbe ausgetragen. Austragungsort war das Barry Buddon Shooting Centre.

## Männer
Anmerkung: GR = Commonwealth Games-Rekord

### Luftpistole 10 Meter
| Platz | Land | Sportler         | Punkte |
| ----- | ---- | ---------------- | ------ |
| 1     | AUS  | Daniel Repacholi | 199,5  |
| 2     | IND  | Prakash Nanjappa | 198,2  |
| 3     | ENG  | Mick Gault       | 176,5  |

Datum:
26. Juli 2014, 12:00 Uhr

### Freie Pistole 50 Meter
| Platz | Land | Sportler         | Punkte |
| ----- | ---- | ---------------- | ------ |
| 1     | IND  | Jitu Rai         | 194,1  |
| 2     | IND  | Gurpal Singh     | 187,2  |
| 3     | AUS  | Daniel Repacholi | 166,6  |

Datum:
28. Juli 2014, 12:15 Uhr

### Schnellfeuerpistole 25 Meter
| Platz | Land | Sportler           | Punkte |
| ----- | ---- | ------------------ | ------ |
| 1     | AUS  | David Chapman      | 23     |
| 2     | IND  | Harpreet Singh     | 21     |
| 3     | ENG  | Kristian Callaghan | 17     |

Datum:
29. Juli 2014, 12:45 Uhr

### Luftgewehr 10 Meter
| Platz | Land | Sportler       | Punkte |
| ----- | ---- | -------------- | ------ |
| 1     | IND  | Abhinav Bindra | 205,3  |
| 2     | BAN  | Abdullah Baki  | 202,1  |
| 3     | ENG  | Daniel Rivers  | 182,4  |

Datum:
25. Juli 2014, 14:30 Uhr

### Kleinkalibergewehr liegend 50 Meter
| Platz | Land | Sportler      | Punkte |
| ----- | ---- | ------------- | ------ |
| 1     | AUS  | Warren Potent | 204,3  |
| 2     | IND  | Gagan Narang  | 203,6  |
| 3     | ENG  | Kenneth Parr  | 182,0  |

Datum:
28. Juli 2014, 13:45 Uhr

### Kleinkalibergewehr Dreistellungskampf 50 Meter
| Platz | Land | Sportler       | Punkte |
| ----- | ---- | -------------- | ------ |
| 1     | ENG  | Daniel Rivers  | 452,9  |
| 2     | IND  | Sanjeev Rajput | 446,9  |
| 3     | IND  | Gagan Narang   | 436,8  |

Datum:
29. Juli 2014, 15:30 Uhr

### Wurfscheibe Trap
| Platz | Land | Sportler              | Punkte |
| ----- | ---- | --------------------- | ------ |
| 1     | AUS  | Adam Vella            | 11     |
| 2     | ENG  | Aaron Heading         | 9      |
| 3     | IND  | Manavjit Singh Sandhu | 11     |

Datum:
29. Juli 2014, 14:40 Uhr

### Wurfscheibe Doppeltrap
| Platz | Land | Sportler       | Punkte |
| ----- | ---- | -------------- | ------ |
| 1     | ENG  | Steven Scott   | 30     |
| 2     | ENG  | Matthew French | 29     |
| 3     | IND  | Mohammed Asab  | 26     |

Datum:
27. Juli 2014, 14:40 Uhr

### Wurfscheibe Skeet
| Platz | Land | Sportler           | Punkte |
| ----- | ---- | ------------------ | ------ |
| 1     | CYP  | Georgios Achilleos | 14     |
| 2     | SCO  | Drew Christie      | 6      |
| 3     | ENG  | Rory Warlow        | 14     |

Datum:
26. Juli 2014, 13:55 Uhr

## Frauen

### Luftpistole 10 Meter
| Platz | Land | Sportler          | Punkte |
| ----- | ---- | ----------------- | ------ |
| 1     | IND  | Apurvi Chandela   | 198,6  |
| 2     | IND  | Ayonika Paul      | 197,1  |
| 3     | MAS  | Nur Suryani Taibi | 177,2  |

Datum:
25. Juli 2014, 12:30 Uhr

### Sportpistole 25 Meter
| Platz | Land | Sportler            | Punkte |
| ----- | ---- | ------------------- | ------ |
| 1     | IND  | Rahi Sarnobat       | 8      |
| 2     | IND  | Anisa Sayyed        | 2      |
| 3     | AUS  | Lalita Jauhleuskaja | 10     |

Datum:
26. Juli 2014, 17:45 Uhr

### Luftgewehr 10 Meter
| Platz | Land | Sportler          | Punkte |
| ----- | ---- | ----------------- | ------ |
| 1     | IND  | Apurvi Chandela   | 206,7  |
| 2     | IDN  | Ayonika Paul      | 204,9  |
| 3     | MAS  | Nur Suryani Taibi | 184,4  |

Datum:
26. Juli 2014, 15:00 Uhr

### Kleinkalibergewehr liegend 50 Meter
| Platz | Land | Sportler          | Punkte     |
| ----- | ---- | ----------------- | ---------- |
| 1     | NZL  | Sally Johnston    | 620,7 (GR) |
| 2     | RSA  | Esmari van Reenen | 620,1      |
| 3     | SCO  | Jennifer McIntosh | 619,5      |

Datum:
28. Juli 2014, 15:45 Uhr

### Kleinkalibergewehr Dreistellungskampf 50 Meter
| Platz | Land | Sportler          | Punkte |
| ----- | ---- | ----------------- | ------ |
| 1     | SIN  | Jasmine Ser       | 449,1  |
| 2     | SCO  | Jennifer McIntosh | 446,6  |
| 3     | IND  | Lajja Gauswami    | 436,1  |

Datum:
29. Juli 2014, 17:15 Uhr

### Wurfscheibe Trap
| Platz | Land | Sportler               | Punkte |
| ----- | ---- | ---------------------- | ------ |
| 1     | AUS  | Laetisha Scanlan       | 13     |
| 2     | CYP  | Georgia Konstantinidou | 12     |
| 3     | ENG  | Caroline Povey         | 12     |

Datum:
28. Juli 2014, 15:40 Uhr

### Wurfscheibe Doppeltrap
| Platz | Land | Sportler          | Punkte |
| ----- | ---- | ----------------- | ------ |
| 1     | ENG  | Charlotte Kerwood | 94     |
| 2     | IND  | Shreyashi Singh   | 92     |
| 3     | ENG  | Rachel Parish     | 91     |

Datum:
27. Juli 2014, 10:00 Uhr

### Wurfscheibe Skeet
| Platz | Land | Sportler          | Punkte |
| ----- | ---- | ----------------- | ------ |
| 1     | AUS  | Laura Coles       | 14     |
| 2     | WAL  | Elena Allen       | 13     |
| 3     | CYP  | Andri Eleftheriou | 13     |

Datum:
25. Juli 2014, 16:40 Uhr

## Queen’s prize

### Einzel
| Platz | Land | Sportler      | Punkte       |
| ----- | ---- | ------------- | ------------ |
| 1     | ENG  | David Luckman | 401-42v (GR) |
| 2     | CAN  | James Paton   | 397-35v      |
| 3     | ENG  | Parag Patel   | 394-35v      |

Datum:
29. Juli 2014, 09:45 Uhr

### Paare
| Platz | Land | Sportler                    | Punkte       |
| ----- | ---- | --------------------------- | ------------ |
| 1     | ENG  | David Luckman Parag Patel   | 595-77v (GR) |
| 2     | CAN  | James Paton Desmond Vamplew | 592-54v      |
| 3     | SCO  | Angus McLeod Ian Shaw       | 590-65v      |

Datum:
25. Juli 2014, 11:00 Uhr

## Medaillenspiegel
| Platz | Land        | Gold | Silber | Bronze | Gesamt |
| ----- | ----------- | ---- | ------ | ------ | ------ |
| 1     | Australien  | 6    | -      | 2      | 8      |
| 2     | England     | 5    | 2      | 8      | 15     |
| 3     | Indien      | 4    | 9      | 4      | 17     |
| 4     | Singapur    | 2    | -      | -      | 2      |
| 5     | Zypern      | 1    | 1      | 1      | 3      |
| 6     | Neuseeland  | 1    | -      | -      | 1      |
| 7     | Schottland  | -    | 2      | 2      | 4      |
| 8     | Kanada      | -    | 2      | 1      | 3      |
| 9     | Bangladesch | -    | 1      | -      | 1      |
| 9     | Südafrika   | -    | 1      | -      | 1      |
| 9     | Wales       | -    | 1      | -      | 1      |
| 12    | Malaysia    | -    | -      | 1      | 1      |